# Міняйлівська сільська рада
Міня́йлівська сільська́ ра́да — колишня адміністративно-територіальна одиниця та орган місцевого самоврядування в Саратському районі Одеської області. Адміністративний центр — село Міняйлівка.

## Історія
Указом Президії Верховної Ради УРСР від 14.11.1945 перейменували населені пункти Монжанської сільради Бородінського району Ізмаїльської області: колишню німецьку колонію (німців у 1941 р. вивезли до Вартегау) Аніноса — на село Михайлівка, село Монжа — на село Міняйлівка і Монжанську сільраду назвали Міняйлівська.

## Загальні відомості
Міняйлівська сільська рада утворена в 1949 році.
- Територія ради: 54,22 км²
- Населення ради: 1 879 осіб (станом на 2001 рік)
- Територією ради протікає річка Сарата

## Населені пункти
Сільській раді підпорядковані населені пункти:
- с. Міняйлівка
- с. Фуратівка

## Населення
Згідно з переписом УРСР 1989 року чисельність наявного населення сільської ради, яка тоді входила до складу Тарутинського району, становила 1681 особа, з яких 796 чоловіків та 885 жінок.
За переписом населення України 2001 року в сільській раді мешкало 1876 осіб.

### Мова
Розподіл населення за рідною мовою за даними перепису 2001 року:
| Мова       | Відсоток |
| ---------- | -------- |
| молдовська | 97,82 %  |
| російська  | 1,33 %   |
| українська | 0,43 %   |
| болгарська | 0,32 %   |
| гагаузька  | 0,11 %   |

## Склад ради
Рада складається з 16 депутатів та голови.
- Голова ради: Дікусар Ліліан Іванович
- Секретар ради: Данілеску Лідія Іванівна

### Керівний склад попередніх скликань
| Прізвище, ім'я, по батькові | Основні відомості                                                                                  | Дата обрання          | Дата звільнення       |
| --------------------------- | -------------------------------------------------------------------------------------------------- | --------------------- | --------------------- |
| Дікусар Ліліан Іванович     | Сільський голова, 1977 року народження, безпартійний                                               | 26.03.2006            | 31.10.2010            |
| Дікусар Іван Дмитрович      | Сільський голова, 1961 року народження, освіта вища, безпартійний                                  | 31.10.2010            | 15.12.2013            |
| Дікусар Ліліан Іванович     | Сільський голова, 1977 року народження, освіта вища, член Всеукраїнського об'єднання «Батьківщина» | 15.12.2013 25.10.2015 | 25.10.2015 25.10.2020 |

Примітка: таблиця складена за даними сайту Верховної Ради України

### Депутати
За результатами місцевих виборів 2010 року депутатами ради стали:

#### За суб'єктами висування
| Суб'єкт висування            | Кількість обраних депутатів | %    |
| ---------------------------- | --------------------------- | ---- |
| Самовисування                | 11                          | 68,8 |
| Партія регіонів              | 3                           | 18,8 |
| Соціалістична партія України | 2                           | 12,5 |

#### За округами
| № округу                     | Прізвище, ім'я, по батькові   | Дата визнання обраним | Освіта             | Партійна приналежність             | Відомості про обраного депутата                |
| ---------------------------- | ----------------------------- | --------------------- | ------------------ | ---------------------------------- | ---------------------------------------------- |
| Партія регіонів              |                               |                       |                    |                                    |                                                |
| 4                            | Страдник Олена Василівна      | 02.11.2010            | вища               | член Партії регіонів               | фельдшерсько-акушерський пункт, медична сестра |
| 6                            | Колун Олександр Васильович    | 02.11.2010            | середня            | член Партії регіонів               | ОАО «Мирний», водій                            |
| 11                           | Ракурян Василь Ілліч          | 02.11.2010            | середня            | член Партії регіонів               | тимчасово не працює                            |
| Соціалістична партія України |                               |                       |                    |                                    |                                                |
| 7                            | Ткаченко Петро Михайлович     | 02.11.2010            | середня            | член Соціалістичної партії України | ОАО «Мирний», виноградар                       |
| 8                            | Данілєску Лідія Іванівна      | 02.11.2010            | середня            | член Соціалістичної партії України | пенсіонер                                      |
| Самовисування                |                               |                       |                    |                                    |                                                |
| 1                            | Чебан Світлана Іванівна       | 02.11.2010            | вища               | позапартійна                       | сільська рада, начальник ВУСа                  |
| 2                            | Барабаш Борис Кузьмич         | 02.11.2010            | вища               | позапартійний                      | , ветеринар                                    |
| 3                            | Черненко Олександр Михайлович | 02.11.2010            | середня спеціальна | позапартійний                      | загальноосвітня школа, зав.складом             |
| 5                            | Пуцунтян Василь Фокович       | 02.11.2010            | середня            | позапартійний                      | ОАО «Мирний», тракторист                       |
| 9                            | Цинцар В'ячеслав Олексійович  | 02.11.2010            | середня            | позапартійний                      | пенсіонер                                      |
| 10                           | Данілєску Лідія Іванівна      | 02.11.2010            | середня спеціальна | позапартійна                       | сільська рада, секретар                        |
| 12                           | Олту Олег Дмитрович           | 02.11.2010            | середня спеціальна | позапартійний                      | ОАО «Мирний», заправник                        |
| 13                           | Данілєску Пантилей Павлович   | 02.11.2010            | вища               | позапартійний                      | ОАО «Мирний», виконроб                         |
| 14                           | Кіпер Лариса Іванівна         | 02.11.2010            | середня спеціальна | позапартійна                       | Фуратівський клуб, завідувач                   |
| 15                           | Гангурян Олег Миколайович     | 02.11.2010            | вища               | позапартійний                      | ОАО «Мирний», агроном                          |
| 16                           | Цинцар Олександр Хомович      | 02.11.2010            | вища               | позапартійний                      | сільська рада, землемір                        |